# Целую вашу руку, мадам (фильм)
«Целую Вашу руку, мадам» (нем. Ich küsse Ihre Hand, Madame) — немой фильм режиссёра Роберта Ланда.

## Сюжет
Граф Лерский (Гарри Лидтке) — бывший офицер почётного караула царя, после Октябрьской революции эмигрировал в Париж. Здесь он должен зарабатывать на жизнь, как и многие другие русские аристократы того времени, всеми возможными способами. Он работает официантом в ресторане, где некий Перси Таландьер (Карой Хусар) является одним из постоянных гостей.
Лоранс Жерар (Марлен Дитрих) — известная дама из высшего общества, которая недавно развелась со своим мужем Адольфом Жераром (Пьер де Гинган). Перси пытается заполучить расположение Лоранс Жерар. Но Лоранс влюбляется с первого взгляда в графа Лерского. Адольф Жерар и Перси Таландьер весьма недовольны этим союзом.

## В ролях
- Марлен Дитрих — Лоранс Жерар
- Гарри Лидтке — граф Лерский
- Карой Хусар — Перси Таландьер
- Пьер де Гинган — Адольф Жерар

## История создания
«Целую Вашу руку, мадам» — один из последних немых фильмов. В нём уже использовались короткие звуковые дорожки с музыкальной темой фильма - танго "Целую Вашу руку, мадам" (музыка: Ральф Эрвин, текст: Фриц Роттер). Этот номер стал успешным шлягером ещё в 1928 году в исполнении Рихарда Таубера.
Фильм был снят по мотивам шлягера, что случалось и с другими некогда популярными шлягерами: «Ни одному популярному шлягеру сегодня не избежать экранизации. Таков уж непреложный закон. Ведь большинство комедий, где у оркестра есть возможность пару раз сыграть шлягер, названы так же, как и сама песня. А сюжет, пожалуй, был бы написан и без появления шлягера. В качестве отдельного аттракциона фильм отправляли в гастроли вместе с парой метров пленки с записью звука. Гарри Лидтке под аккомпанемент органа Рихарда Таубера поёт хит дня о 'руке' и 'мадам'. Многим владельцам кинотеатров, не имевшим звуковых аппаратов, было сказано, что этот фильм и без звука не теряет своего эффекта.» 
Для синхронизации короткой двухминутной песенной сцены, где на экране показывалось пение актёра Гарри Лидтке, была использована грамзапись Рихарда Таубера. Эта короткая звукозапись считается одной из первых попыток раннего немецкого звукового кино. Примечательно также, что в сопроводительной программе главного фильма демонстрировали и две «настоящие» звуковые короткометражки с актуальными шлягерами: 1) Исполнение оркестром Бернарда Этте шлягера 'Рамона' (Mabel Wayne / Фред Барджи); продолжительностью 4 мин. 2) Короткометражный звуковой фильм-скетч Das letzte Lied (недоступная ссылка) (последняя песня) Фрэнка Клиффорда, в котором снялся певец (бас) Людвиг Гофман; продолжительностью 14 минут.
Премьера фильма «Целую Вашу руку, мадам» состоялась 17 января 1929 года в Берлине.